# Спас (свято)
Преображення Господнє, також Спас, Великий Спас  — православне свято, яке святкується 6 серпня. Свято Преображення відзначається Східною Церквою з IV століття і є одним із найбільших, після Великодня, дванадесятих свят.
Сенс свята полягає в події об'явлення преображеного Христа апостолам і у глибокій людській подяці Богу за дані Ним дозрілі плоди. Припадає на Успінський піст або Спасівку, проте цього дня дозволяється споживати рибу, олію та вино.
У традиції Вірменської Церкви свято Преображення включене до великоднього циклу, є рухомим і святкується в сьому неділю після П'ятидесятниці.
У календар Західної Церкви воно було введене папою Калікстом III в 1457 році і святкується римо-католиками 6 серпня.
Інші назви: [свято] Господа Бога і Спаса нашого Ісуса Христа, Свято Преображення Господнього, Преображення, Свято Спаса, Святий Спас, Другий Спас.
Починаючи з 90-х років XX ст. поширилася також назва «Яблучний Спас», однак вона є запозиченою, не питомою українській традиційній культурі.

## Церковне святкування

### Біблійна основа
Свято Преображення Господнього відбувається з нагоди однойменної події, описаної в трьох синоптичних Євангеліях (назва «синоптичні» означає, що вони описують те саме з різних точок зору, що слугує аргументом їхньої достовірності). Тоді Ісус Христос узяв своїх апостолів Петра, Якова та Івана на гору Фавор, поставши перед ними в оновленій подобі: обличчя Його просяяло, як сонце, а одяг зробився білим, як сніг. Преображення супроводжувалося з'явою старозавітних пророків Мойсея та Ілії, які говорили з Ісусом про Його близький відхід. Усіх їх осінила світла хмарина, і з неї почувся голос: «Це Син Мій Улюблений, що Його Я вподобав. Його слухайтеся!». Подію описано в Євангеліях від Матвія 17:1; Марка 9:2; та Луки 9:28.

### Символізм свята
У богослів'ї Преображення трактується в трьох головних напрямах: як дійсна історична подія; як вигадана, проте символічна оповідь; і як відображення майбутнього Христового воскресіння.
Святкуванням Преображення Церква вшановує з'яву людям божественної природи Ісуса Христа та поясненням Христом призначення своєї майбутньої добровільної смерті. Він узяв саме Петра, Якова та Івана як тих апостолів, які були готові побачити Його божественну природу. Апостоли пересвідчилися, що їхній учитель дійсно Бог, що укріпило їхню віру. Примітно, що Петро відчув себе настільки добре від присутності преображеного Христа, що захотів лишитися на горі.
Свято нагадує про те, що кожна людина може пережити власне преображення, зростаючи на шляху вдосконалення. Оскільки Христос мав частину людської природи, люди також здатні вміщувати Божу благодать.

### Історія
Свято Преображення Господнього існувало вже в IV ст., про що свідчать повчання і слова Єфрема Сіріна й Івана Золотоустого. Мати Костянтина Великого, свята рівноапостольна Єлена, побудувала на горі Фавор храм на честь Преображення, зруйнований у XII ст. Салах-ад-Діном. Піснеспіви на честь свята були написані Іоанном Дамаскином і Космою Маюмським (VIII ст.). Від VI ст. це свято урочисто святкується у Східній Церкві під назвою «Господнього Преображення».
Первісно Преображення святкувалося в лютому. Одначе тому, що це радісне за настроєм свято звичайно випадало у часі Великого Посту, а це не відповідало духові посту й покути, то його було перенесено на 6 (19) серпня. Свято прижилося далеко не зразу і не скрізь. Першими його запровадили в себе східні церкви, з'єднавши з місцевими язичницькими святами, присвяченими збиранню врожаю. На Заході свято ще в XII ст. не було загальним; його заснував у 1457 папа Калліст III, установивши тоді ж богослужбовий чин.

### Церковна обрядовість
Під час літургії на Свято Преображення Господнього співають:
Тропар, глас 7:
Переобразився Ти на горі, Христе Боже, 

показавши ученикам Твоїм славу Твою, скільки змогли. 

Нехай засіяє і нам, грішним, світло Твоє повсякчасне, 

молитвами Богородиці, Світлодавче, слава Тобі.
Кондак, глас 7:
На горі переобразився Ти 

і, скільки змогли, ученики Твої славу Твою, Христе Боже, виділи, 

щоб, коли побачать, як Тебе розпинають, 

страдання зрозуміли добровільне, 

а світові проповідять, 

що Ти єси воістину Отче сяяння.

## Народне святкування в Україні

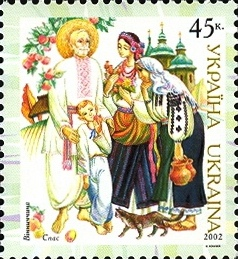
Cпас, Вінниччина, марка України, 2002

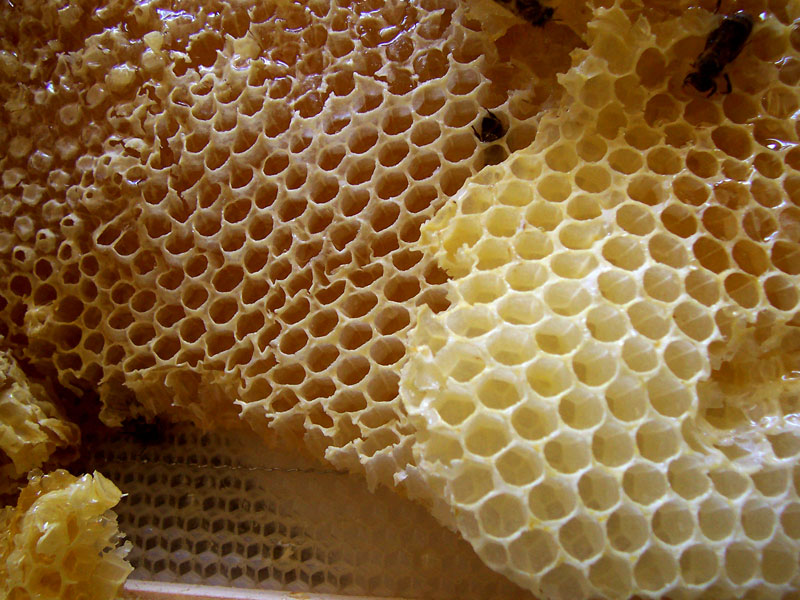
Бджолині щільники

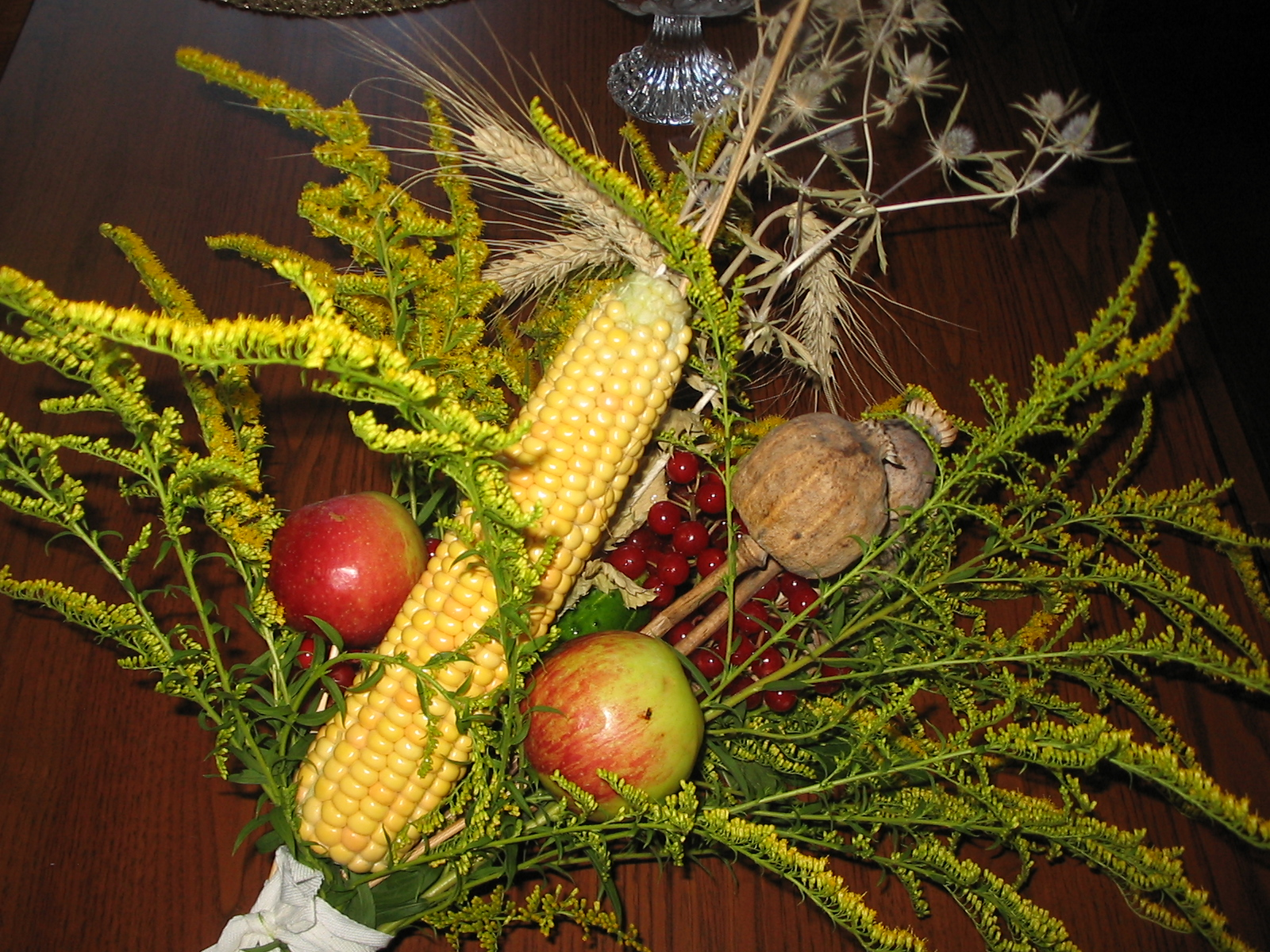
Обжинковий вінок

До найбільших серед дванадцяти річних свят християнського календарного циклу належить і Преображення Господнє, або Спас (Великий Спас), що припадає на 6 серпня. Він вважається третім святом після Різдва та Великодня. У народі свято Спаса мало світське значення, пов'язане зі святом врожаю. Це дає підставу вважати, що його первісне коріння сягає дохристиянських вірувань. Адже майже в усіх давніх народів існували урочисті свята врожаю. Красномовним свідченням того, що Спас символізував свято врожаю, яке згодом використало в своїй обрядовості християнство, є звичай освячувати в церкві дари природи: яблука, сливи, груші, обжинкові вінки, бджолині стільники тощо. Іноді на Спаса несли до церкви також мак, моркву, цибулю, коноплю-материнку, лікарське зілля, зокрема васильки та чорнобривці. На Спаса належало випікати першу хлібину з нового урожаю, ставити на покуті першого снопа та в'язати «дідову бороду» з останньої частини нескошеного поля.
Особливо важливим свято Спаса було для пасічників. Кожен бджоляр за два-три дні до свята «підрізав бджоли» — робив ревізію, щоб визначити, скільки меду взяти собі і скільки залишити бджолам на перезимівок, вилучав пусті вощини, об'єднував мало чисельні сім'ї. Зібравши у клунок овочі, фрукти, мед, збіжжя, трави і трійцю (якщо такої не було, то звичайну свічку) господарі вранці йшли до церкви. Після відправи починалася посвята принесених продуктів.
Зі Спасом, який символізує завершення основних хліборобських жнив, збігається і початок храмових свят. Традиційно в Україні кожен населений пункт мав свій іменний престольний празник, званий храмовим.

### Пасіка і медовий звичай
Традиційно напередодні Спаса годилося дати порційки меду сусідам, приятелям, вдовам, сиротам та немічним людям. Відтак зі Спасом тісно пов'язані пасічницькі турботи. За два-три дні до Спаса господар наводив лад у пасіці: оглядав усі вулики й «на руку» зважував кожний вулик (колоду, дуплянку). Дуже важкі позначав окремо, щоб «видушити мед», середньої ваги й зовсім легкі — позначав окремо. Середньої ваги вулики залишить — «пустить у зиму», а з легких, тобто з тих, що до Спаса не встигли собі наносити меду, зробити запас мухою на зиму, — «пересипить» бджолу до середніх — з'єднає, посилить на зимівлю, а порожні щільники з цих вуликів перетопить на віск. Отож, за 2-3 дні до Спаса, пасічник вставав раненько і помолившись Богу доводив до ладу вулики, вирізував гострим ножем щільник за щільником. Гарні щільники, білі, цілком залиті медом й засклеплені, — господар відкладав для церкви, посвячення та дарунків для близьких, приятелів, вдовиць, сиріт та інших, а більшість щільників скидав у липову діжку. Коли діжка наповнювалась — товк макогоном. Мед важчий від воску, стікав на дно, а м'ята вощина — підіймались догори. Потім мед проціджувався через сито, а з вощини господар виварював віск. Перед тим як приготувати щільники для посвят, ґазда читав молитву перед іконами Зосима та Саватія — покровителями бджільництва, що часто знаходились на пасіці. Віск, що спливав наверх, йшов на виготовлення свічок, а барниця — залишки стопленого меду — на обрядовий напій конун.
Увечері напередодні Спаса господар і господиня бралися за найвідповідальнішу роботу — свічникарство. За звичаєм, господареві годилося сукати страсні свічки, громничі, Великодневі, свят-вечірні, хрещенсвятські, покійницькі, церковні, сирітські, вдовині та для роздачі бідним. А родильні, що використовувалися при пологах, весільні, хрестильні, бабські та дідівські уже робила дружина.
Повернувшись із церкви, господар з трійцею (свічками) обходив пасіку і запрошував родину до столу.

### Обрядова їжа
Спасівський обід складався переважно з борошняних та овочевих страв і холодної риби. Спочатку їли яблука та мед, запиваючи виноградним або яблучним вином, «щоб садовина родила», а потім переходили до інших страв.

### День поминання мертвих
Спаса — це також день поминання мертвих родичів; за народньою мітологією, це третій виступ мерців на світ у весняно-літньому сезоні: мерці з'являються на Страсний Четвер, на Зелені Свята і на Спаса. З цими днями пов'язані батьківські вечері, їх ще в Галичині називають «діди». В окремих селах Перемишлянщини Львівської області поминають померлих і на Спаса. У ці дні заборонялося виконувати будь-які хатні роботи: прибирати в хаті, прати, білити. Для померлих родичів готували вечерю, запрошували їх до хати, і згадували їх. Залишали весь посуд з їжею на столі. Також існує звичай: батькам, у яких померли діти, забороняється їсти яблука до Спаса, щоб дитина не була обділена ними на тому світі. Ця заборона стосувалася переважно жінок, у яких померли діти, і дівчат, що залишилися без матерів.

### Тлумачення української традиції
Преображення Господнє має народну назву Спас і традиційно вона вживалася без жодних прикметників. За сучасності Маковій часом іменується медовим Спасом, а первісний Спас — яблучним. Це вносить плутанину як яке свято називати і що коли святити. До того ж, у традиційній українській обрядовості з медом було пов’язане саме свято Преображення Господнього (невипадково саме цю дату, за старим стилем, тобто 19 серпня, було початково вибрано як День пасічника в Україні).
Таке розділення відбулося в 90-х роках XX століття, коли, як пояснює доктор історичних наук і професор Валентина Борисенко, «аматори від етнографії, ознайомившись з популярною тоді етнографічною літературою, хибно вирішили, що в народі існувало кілька Спасів, присвячених різним продуктам — горіховий, яблучний, медовий. У народі ж був один Спас — 19 серпня. Лише дуже локально часом свято Маковія 14 серпня називали малим Спасом. Іноді джерелом уявлення про різні Спаси називається книга В. Сапіги «Українські народні свята та звичаї» (1993), що свого часу була найдоступнішою в інтернеті та де було змішано українські та російські звичаї Спасів.
Заслужений працівник культури України» і етнограф за фахом Олексій Доля, наполягає, що Маковія не слід ототожнювати зі Спасом. На Маковія, як зазначає він, святять не лише мак, але і всіляке насіння, а також квіти, цілюще зілля і воду. На Спаса ж у кошиках несуть фрукти та овочі (навіть картоплю, помідори та іншу городину), мед, віск, продукти бджільництва, колоски та обов'язково хліб. У деяких селах Чернігівської області була традиція робити хрест з 12-ти колосків — по три на кожну сторону. На Київщині колоски складали у пучок, після освячення ставили на покуті до весни, а потім вимочували і сіяли разом з іншим зерном. Спеціально до свята Великого Спаса пекли хліб і несли до церкви. Часто замість паляниць були пироги, пиріжки або рулети з яблуками та з маком.

### Приказки
- Прийшов Спас — бери рукавиці про запас.
- Спас — усьому час.
- Перший Спас час припас, Петро і Павел — два добавив, Ілля-пророк — три поволок.
- Як прийде Спас, то комарам урветься бас, а як прийде Пречиста — забере їх нечиста.
- Спасівка — ластівка, а Петрівка — голодівка.
- До Спасівки бджола робить на пана, а після Спасівки на себе.
- Кусючий, як муха у Спасівку.
- Святий Спас приготував усього про запас: і дощ, і вітер, і холод, і тепло[11].
- Будуть люди (з тебе), якщо мухи в спасівку не зїдять.

## Зауваження
1. ↑  Деякими православними церквами святкується 6 (19) серпня за юліанським календарем, зокрема Єрусалимською, Російською, Сербською, Грузинською, Польською і Македонською православними церквами.